# Truls Sønstehagen Johansen
Truls Sønstehagen Johansen (* 26. Juni 1991 in Elverum) ist ein norwegischer Nordischer Kombinierer.

## Werdegang
Johansen begann im Alter von vier Jahren mit der Nordischen Kombination. Seine ersten FIS-Wettbewerbe bestritt er 2004. Bei der Junioren-Weltmeisterschaft 2008 in Zakopane gewann er mit dem Team die Bronzemedaille. Im Sprint erreichte er Platz acht und im Gundersen Platz sieben. Ein Jahr später bei der Junioren-Weltmeisterschaft 2009 in Štrbské Pleso gewann er Gold mit dem Team und erreichte im Gundersen Platz 10 und im Sprint Platz 11. Am 5. Dezember 2009 gab er in Lillehammer sein Debüt im Weltcup der Nordischen Kombination. Bereits in den ersten beiden Wettbewerben erreichte er dabei die Punkteränge. Bei der Junioren-Weltmeisterschaft 2010 in Hinterzarten gewann er Silber mit der Mannschaft und erreichte im Einzel von der Großschanze den neunten Platz. Nach der Junioren-WM startete er zusätzlich im Continentalcup. Die Weltcup-Saison 2009/10 beendete er auf dem 50. Platz in der Weltcup-Gesamtwertung.

## Erfolge

### Continental-Cup-Siege im Einzel
| Nr. | Datum            | Ort          | Disziplin               |
| --- | ---------------- | ------------ | ----------------------- |
| 1.  | 5. Februar 2011  | Eisenerz     | Gundersen Normalschanze |
| 2.  | 8. Januar 2012   | Erzurum      | Gundersen Normalschanze |
| 3.  | 3. März 2013     | Høydalsmo    | Gundersen Normalschanze |
| 4.  | 10. März 2013    | Örnsköldsvik | Gundersen Normalschanze |
| 5.  | 21. Februar 2014 | Eisenerz     | Gundersen Normalschanze |
| 6.  | 10. Januar 2015  | Høydalsmo    | Gundersen Normalschanze |
| 7.  | 18. Januar 2015  | Falun        | Gundersen Normalschanze |
| 8.  | 7. Januar 2017   | Høydalsmo    | Gundersen Normalschanze |

### Continental-Cup-Siege im Team
| Nr. | Datum           | Ort   | Disziplin                  |
| --- | --------------- | ----- | -------------------------- |
| 1.  | 17. Januar 2015 | Falun | Teamsprint Normalschanze 1 |

## Statistik

### Weltcup-Platzierungen
| Saison  | Platz | Punkte |
| ------- | ----- | ------ |
| 2009/10 | 50.   | 026    |
| 2011/12 | 60.   | 002    |
| 2012/13 | 53.   | 026    |
| 2013/14 | 45.   | 036    |
| 2014/15 | 64.   | 004    |
| 2016/17 | 44.   | 052    |
| 2017/18 | 58.   | 013    |

### Continental-Cup-Platzierungen
| Saison  | Platz | Punkte |
| ------- | ----- | ------ |
| 2008/09 | 95.   | 013    |
| 2009/10 | 27.   | 196    |
| 2010/11 | 11.   | 348    |
| 2011/12 | 06.   | 417    |
| 2012/13 | 03.   | 485    |
| 2013/14 | 09.   | 330    |
| 2014/15 | 04.   | 460    |
| 2015/16 | 14.   | 263    |
| 2016/17 | 07.   | 392    |
| 2017/18 | 12.   | 318    |
| 2018/19 | 29.   | 145    |